# Miss Atlántico Internacional 2004
O Miss Atlântico Internacional 2004 foi a 10.ª edição do concurso de beleza internacional Miss Atlântico que ocorreu anualmente no Uruguai. Aconteceu em 24 de janeiro de 2004 com a participação de doze aspirantes ao título. A brasileira Cynthia Brodt coroou a colombiana Deisy Deossa como a nova detentora do título.

## Resultados
| Colocação           | País                            |
| Miss Atlântico 2006 | - Colômbia - Deisy Deossa       |
| 2º. Lugar           | - Porto Rico - Saritza Alvarado |
| 3º. Lugar           | - Uruguai - Natalia Figueiras   |

### Premiações Especiais
- O concurso distribuiu essa premiação:

| Premiação           | País                             |
| Melhor Traje Típico | - Panamá - Annabella Isabel Hale |

## Candidatas
Candidatas que disputaram o concurso este ano:
| - Argentina - Eliana Ocolitobiche - Bolívia - Gabriela Oviedo - Brasil - Caroline Dal Col - Chile - Pilar Torres - Colômbia - Catalina Valencia - Estados Unidos - Christie Lofman | - México - Mónica Rodríguez - Panamá - Anabella Halle - Paraguai - Rosanna González - Peru - Thais Suárez - Porto Rico - Saritza Alvarado - Uruguai - Natalia Figueiras |